# 히어로스카이
《히어로스카이》는 이노스파크에서 개발한 모바일 전략 게임이다. 2014년 8월 출시되었으며, 구글 플레이, 티스토어를 통해 이용할 수 있다. Clash of Clan을 비롯해 많은 멀티플레이 전략 장르의 게임이 있는 가운데, 영웅 시스템을 갖추고 있는 것이 큰 특징이다. 이노스파크 자체 서비스 되고 있으며, 사전등록 신청자 30만을 기록했다.

## 게임 구성 요소

### 시스템
게임 조작이 비교적 단순하나 여러 가지 컨텐츠를 제공한다.
- 건물을 짓고 업그레이드 하기 위해서는 장인이 필요하다.
- 자원 건물을 업그레이드하면 일정 시간 내 자원을 더욱 얻을 수 있다.
- 훈련소를 업그레이드하면 다른 공격 유닛을 생산할 수 있다.